# 2016年の日本競馬
2016年の日本競馬（2016ねんのにほんけいば）では、2016年（平成28年）の日本競馬界についてまとめる。
2015年の日本競馬 - 2016年の日本競馬 - 2017年の日本競馬

## 概要
日本中央競馬会（JRA）は、2015年10月19日に開催日割と重賞日程を発表。
各地の地方競馬で施行するダートグレード競走は、2015年11月24日に2016年度の日程と格付けを発表。3月までに施行する競走（2015年度）とJBC競走（11月3日）は既に発表済。
本項目における外国人騎手の所属表記については、短期免許で騎乗する騎手は国・地域名、通年免許で騎乗する騎手は日本人騎手と同様に所属地のみの表記とする。

### 騎手等に対する重大な制裁

#### 中央競馬
禁止薬物検出で騎乗停止
1月5日から2月29日まで短期騎手免許で騎乗していたルイス・コントレラス（メキシコ）は、2月6日に行われた薬物の検体検査（尿検査）で禁止薬物に指定されている「オキシコドン」（鎮痛作用のある医療用麻薬）が検出された。競走馬理化学研究所から2月10日夜にJRAに報告があったことを受け、翌11日に日本中央競馬会競馬施行規程（以下競馬施行規程と記載）第148条に基づき、2月11日から裁定委員会の議定があるまでコントレラスを騎乗停止処分にしたと同時に、麻薬及び向精神薬取締法違反に抵触する可能性があるとして警察当局にも通報した。JRAによると、2003年から始まった無作為による薬物検査で騎乗停止を受けたのは初のケースという。
裁定委員会は2月25日 及び3月4日の2回にわたって行われ、その中でコントレラスは「オキシコドンは2015年12月に落馬負傷した際に処方されたもので、その後別に処方された抗生物質と取り違えてオキシコドンを服用してしまった」と釈明。2回目の裁定委員会において「競馬施行規程第147条第20項に該当するもの」として、改めて2月11日から3月10日まで1か月間の騎乗停止にするとともに、規定に基づき今後5年間短期騎手免許を交付しない処分を科した。また身元引受人となっていた調教師の二ノ宮敬宇（美浦）も厳重注意とした。
オキシコドンを日本国内に持ち込む場合は事前に厚生労働大臣の許可を受けるなど所定の手続きが必要となるが、コントレラスはそれを行っていなかった。
コントレラスは騎乗停止処分発効後、警察当局による事情聴取を経て帰国した。
調整ルーム内でメール送信
10月1日の中山競馬で騎乗していた丸山元気（美浦）は、第9競走の騎乗終了後に調整ルーム内で携帯電話を用いてメール送信を行っていたことが翌2日に発覚した。これを受けJRAは「騎手としての注意義務を怠った」として競馬施行規程第147条第19号に基づき、丸山を10月8日から11月6日まで30日間の騎乗停止処分とした。
なお本来であれは当該行為が発覚した場合は即時騎乗停止となっていたが、本年4月1日の競馬施行規程の改正により第154条の「制裁に対する不服申し立て」について騎乗停止も含まれることになった ため、丸山は翌2日の中山競馬では予定通り騎乗した。

#### 地方競馬
鞍を取り違えて騎乗
3月28日の川崎競馬で騎乗していた中野省吾（船橋）は、第9競走と第10競走で使用する鞍を取り違え、第9競走では本来56kgで騎乗するべきところを2kg軽い54kgで騎乗した。競走後の後検量で前検量との差が1kgを超過したため、本来であれば馬を失格、騎手はその後の騎乗が不可能となるところであったが、川崎競馬側も後検量の確認が不十分だったこと、また連絡の不徹底により着順を変更せずに確定させ、第10競走については検量をやり直した上で当初の発表通り54kgで騎乗させた。しかし中野は3月29日から実効10日間の騎乗停止処分となり、3月29日及び30日の川崎での騎乗は公正保持のため他の騎手に変更となった。なお神奈川県川崎競馬組合は第9競走について即時失格・騎乗停止としなかったことと、その後の第10競走に中野をそのまま騎乗させたことについて翌29日に公式ホームページを通じて謝罪した。
調整ルームに携帯電話を持ち込む
ばんえい帯広競馬所属の騎手安部憲二と大口泰史（ひろし）の2名が、内規に違反して携帯電話を調整ルーム内に持ち込んでいたとして、主催する帯広市は6月5日、安部と大口を8月13日まで開催日30日間の騎乗停止処分にしたことを明らかにした。両者は事前に警備室に預けた携帯電話とは別のものを持ち込んでいたといい、外部からの通報を受けて帯広市の職員が調査したところ発覚したもの。なお競馬法で禁止されている地方競馬の馬券購入は行っていなかったとしている。ばんえい競馬を巡っては昨年12月に騎手及び厩務員ら13名がインターネットを経由して勝馬投票券を購入したことが明らかとなり、本年2月1日に釧路地検帯広支部に書類送検され（その後10月末にこのうちの10名が罰金の略式命令を受けた）、帯広市が3月14日に再発防止策を打ち出した矢先の不祥事となった。
その後、地方競馬全国協会は11月28日までに安部と大口の騎手免許更新を認めない決定（騎手免許更新試験不合格）を下した。免許期間は本年11月30日までのため、今回の決定で両者は翌12月1日以降の騎乗が不可能となり、事実上の騎手引退となった。

### 熊本地震に関連する影響・出来事
4月14日に発生した熊本地震に関連する中央競馬・地方競馬での影響や出来事をまとめた。

#### 中央競馬
- ウインズ八代では4月16日・17日・23日・24日の勝馬投票券発売及び払戻業務を取りやめ[20][21]。
- JRA・日本調教師会・日本騎手クラブは4月21日、被災者への義援金をそれぞれ拠出。また、4月23日から5月29日までの競馬開催日に全国の競馬場・ウインズで募金を受け付ける[22][23]。
- 日本騎手クラブは4月23日・24日、東京・京都・福島の各競馬場にて、最終競走終了後に騎手による募金活動を実施[22][24]。
- 日本馬主協会連合会は、熊本県に義援金を贈呈[25][26]。
- JRAは7月23日、追加支援として7月30日から9月4日まで施行される第2回小倉競馬の売上の一部を義援金として贈呈すると発表[27]。

#### 地方競馬
- 岩手では4月16日から5月末までの予定で、水沢競馬場・盛岡競馬場および各場外発売所（一部を除く）に募金箱を設置[28]。
- 大井競馬場では4月18日から22日までの開催期間中、場内にて募金活動を実施。また、22日の第11競走を「支援レース」として施行し、売得金の一部を義援金として拠出[29]。
- 愛知では4月19日から22日まで、名古屋競馬場内にて騎手らによる募金活動を実施[30]。
- 兵庫では4月19日から5月末までの予定で、園田競馬場内にて募金活動を実施[31]。また、4月26日から5月末までの予定で姫路競馬場・各場外発売所でも募金活動を実施[32]。
- 川崎競馬場では4月22日から当面の間、場内にて募金活動を実施[33]。
- 佐賀競馬場では4月23日・24日・30日・5月1日の第5競走を「熊本地震被災者応援競走」の名称で施行し、売得金の一部と佐賀競馬場・トゥルー佐賀・ドリームなかつに設置した募金箱に集まった募金額をあわせて中央共同募金会へ寄付すると発表[34]。
- 金沢競馬場では4月24日に、場内にて騎手や調教師による募金活動を実施[35]。
- 浦和競馬場では4月25日の全競走を「被災者支援レース」として施行し、売得金の一部を義援金として拠出。また、同日から29日までの浦和競馬開催期間中は場内に募金箱を設置するほか、4月27日・29日は埼玉県騎手会による募金活動も実施[36][37]。
- 笠松競馬場では4月27日から29日までの開催期間中、最終競走終了後に騎手・調教師による募金活動を実施[38]。
- 船橋競馬場では5月2日から6日までの開催期間中、場内に募金箱を設置。また、5月4日は第9競走を「熊本地震被災者支援競走」として施行し、売得金の一部を義援金として拠出。さらに同日は騎手によるグッズ販売を行い収益金を寄付するほか、騎手・調教師による募金活動も実施。5月5日は最終競走終了後、かしわ記念出場騎手によるチャリティーオークションを実施[39]。

### 中央競馬
年初は1月5日（中山・京都）より始まり、12月25日（中山・阪神）まで開催。祝日を含む3日間開催は、前年と同様に4節（1月9・10・11日、3月19・20・21日、10月8・9・10日、12月23・24・25日）で実施。
各場の開催日数は新潟競馬場と中京競馬場が前年から2日増やされた一方、中山競馬場と東京競馬場では1日、京都競馬場では2日減らされた。

#### 開催成績
当初予定として発表された競馬場別の開催日割は以下の通り。
- 札幌競馬場：2回・12日（前年比：増減なし）
- 函館競馬場：2回・12日（前年比：増減なし）
- 福島競馬場：3回・20日（前年比：増減なし）
- 新潟競馬場：3回・26日（前年比：+2日）
- 中山競馬場：5回・41日（前年比：-1日）
- 東京競馬場：5回：45日（前年比：-1日）
- 中京競馬場：4回：26日（前年比：+2日）
- 京都競馬場：5回：45日（前年比：-2日）
- 阪神競馬場：5回：41日（前年比：増減なし）
- 小倉競馬場：2回：20日（前年比：増減なし）

リーディングジョッキーは187勝を挙げた戸崎圭太（美浦）が3年連続で獲得。リーディングトレーナーは57勝の矢作芳人（栗東）が2年ぶり2度目の獲得となった。

#### 重賞競走の変更点
GI競走
- - 有馬記念の1着賞金を、3億円に増額。これによりジャパンカップと並びJRAの最高賞金競走となる[42][43]。
  - 上記のほか東京優駿（日本ダービー）、天皇賞（春・秋）、宝塚記念、ジャパンカップ、朝日杯フューチュリティステークス、阪神ジュベナイルフィリーズを除くGI競走の1着賞金を300万円増額[44]。

GII・GIII競走等
- - 紫苑ステークスを新たに重賞（GIII）とし、秋華賞の優先出走権付与も3着馬までに変更[45]。
  - 阪神牝馬ステークス（GII）の施行距離を、芝1600mに変更[45]。
  - 福島牝馬ステークス（GIII）の負担重量を変更[45]。
  - 2015年は休止した愛知杯（GIII）を、第1回中京競馬初日（1月16日）に移設[45]。
  - 京都牝馬ステークス（GIII）は第2回京都競馬第7日（2月20日）に移設のうえ、施行距離も芝1400mに変更[45]。
  - サウジアラビアロイヤルカップ（重賞）は、GIIIに新規格付[45]。
  - ターコイズステークス（新設重賞）の格付表記を、「重賞」に変更[45]。
  - 1着賞金をGII競走は200万円、GIII競走は100万円増額[44]。

#### 場外発売の変更点
ウインズ等
- これまでウインズ浦和における土曜日の勝馬投票券発売・払戻について「秋季GI競走施行週」に限定していたものを、4月9日（桜花賞前日）から「春季GI競走施行週」に拡大[46]。
- ウインズ八幡は有馬記念が施行される12月25日をもって営業を終了[47]。

J-PLACE
- 3月5日より、「BAOO鳥取岩美」で勝馬投票券の発売・払戻を開始（J-PLACE鳥取岩美）。すべての中央競馬開催日に各場全競走発売し、前日発売も原則実施する[48]。
- 従来「JRA及び南関東公営競馬重複開催日」及び「障害GIを除くGI競走施行日」のみ勝馬投票券の発売・払戻を行っていたJ-PLACEひたちなかで4月3日以降、発売の対象を毎週日曜日に開催されるJRA各場全レースに拡大（ただし前日発売は実施せず）。また2016年は10月10日（月曜日・体育の日）にも馬券の発売・払戻を実施する[49]。
- 7月30日より、園田・姫路競馬の場外発売施設「DASH福山駅前」及び「DASH柳津」で勝馬投票券の発売・払戻を開始（J-PLACE福山駅前、J-PLACE柳津）。福山駅前はすべての中央競馬開催日に各場メイン競走のみ、柳津は各場全競走発売。また前日発売は有馬記念に限定するほか、代替開催（続行競馬）実施時は発売を行わない[50]。

#### その他の変更点
- 3月1日より、従来「デビュー後3年」となっていた見習騎手の減量特典を5年に変更[44][51]。
- ワールドオールスタージョッキーズは、本年も札幌競馬場にて8月27日・28日に実施[44][51]。
- WIN5の3月27日施行分より、発売締切時刻を5分延長（即PAT・A-PAT・i-SEATは最初の対象レース発走10分前→5分前に、JRAダイレクトは同じく15分前→10分前にそれぞれ変更）[52]。
- 一部GI競走の金曜日前々日発売時に22時としていたインターネット投票における夜間発売開始時刻を4月15日（皐月賞の前々日発売）から1時間繰り上げて21時からに変更[53]。
- 5月22日の京都競馬第11競走について、当初の「烏丸ステークス」から「伊勢志摩サミット2016開催記念」に変更[54]。
- 7月31日から9月4日に実施するWIN5について、名称を「SUMMER WIN5」として施行。さらに対象競走の順番をメインレース発走が一番早い競走を1レース目とし、新潟と小倉の最終競走を対象競走に含める（札幌はメイン競走のみ）[55]。
- 10月10日の京都競馬第9競走について、当初の「円山特別」からJRA顕彰者選定記念「レジェンドトレーナーカップ」に、また続く第10競走を当初の「大原ステークス」からJRA顕彰馬選定記念「ジェンティルドンナメモリアル」にそれぞれ変更[56]。

#### 現役騎手が琉球競馬に初めて出場
1月31日、沖縄市で行われた琉球競馬に田中勝春が出場した。以前には騎手引退後の岡部幸雄も参加していたが、現役騎手の参加は田中が初めてであった。

#### 16年ぶりに女性騎手が誕生
JRAは2月11日、平成28年度の新規騎手免許試験の合格者を発表し、競馬学校を卒業する6名が合格したが、この中に女性の藤田菜七子（美浦）が含まれている。JRAで女性騎手が誕生したのは2000年の西原玲奈（当時栗東所属。現調教助手）以来16年ぶりで、また2013年9月に増沢由貴子（当時美浦所属。現調教助手）が現役を引退してから女性騎手が不在だった状態も解消された。3月1日付で騎手免許が発効され、3月3日の川崎競馬でデビュー。この日は6鞍に騎乗し、第5競走では2着に入線する健闘を見せた。さらに3月5日施行の中山競馬第2競走でJRAデビューを飾り、こちらも2着に入線する好騎乗を見せた。そして、3月24日に施行された浦和競馬第3競走においてデビューから通算36戦目にして初勝利を挙げ、さらにその後行われた第6競走でも勝利した。その後、4月10日に施行した福島競馬第9競走でデビューから通算51戦目にして念願のJRA初勝利を挙げた。JRA所属の女性騎手が勝利したのは2004年6月20日に増沢が記録して以来、約11年10か月ぶりとなる。
なお藤田は「2016年の中央競馬の盛り上げに大いに貢献した」として、12月21日に東京都内で開催された「有馬記念フェスティバル」の席上で師匠である調教師の根本康広（美浦）と共に特別表彰された。

#### 調教師の新規開業
3月1日付で、以下の3名の調教師が新規開業した。なお、いずれも栗東所属である。
- 斉藤崇史（免許交付：2015年3月1日）
- 橋口慎介（免許交付：2015年3月1日）
- 渡辺薫彦（免許交付：2015年3月1日）

また、7月24日に田中章博（栗東）が逝去 したことに伴う音無秀孝（栗東）への臨時貸付期間が9月20日に満了した ため、寺島良（栗東、免許交付：2016年3月1日）が9月21日に新規開業した。
さらに、日吉正和（栗東）が10月20日をもって勇退（後述）したことに伴い、杉山晴紀（栗東、免許交付：2016年3月1日）が翌10月21日に新規開業した。

#### JRA所属騎手初の親子3人騎乗
4月2日に行われた中山競馬第7競走で、父・木幡初広、長男・木幡初也、次男・木幡巧也（いずれも美浦）の親子3人が騎乗した。かつて親子3人が騎乗したケースは2015年8月29日の小倉競馬第9競走で佐賀所属の鮫島克也、JRA所属の鮫島良太、鮫島克駿（いずれも栗東）の例があったが、親子3人がいずれもJRA所属の騎手によるケースはこれが初めてとなった。結果は次男の巧也が1着となり、長男の初也が8着、父の初広が9着だった。

#### 短期騎手免許制度の見直し
JRAは5月17日、2017年1月1日より外国人騎手が日本で騎乗する場合の短期騎手免許について以下の通り改定すると発表した。概要は次の通り。
1. 成績基準…海外リーディングボーダーを厳しくする一方で、JRAが指定する日本国外で行われる54競走で通算2勝以上していれば取得可能とする。
2. 免許期間…短期騎手免許交付が初めての場合、及び来日時に制裁が多かった騎手についてはこれまでの3か月から2か月に短縮する。

なお、人数枠については現行の5人を維持することになった。

#### 海外競馬の勝馬投票券発売
JRAは6月27日、10月2日にフランス・シャンティイ競馬場 で施行される『第95回凱旋門賞』について、日本でも勝馬投票券の発売を実施すると発表した。発売は即PAT及びA-PATを利用したインターネット限定で、日本時間で開催当日の10時から発走時刻（23時05分）の4分前まで馬券発売を実施。式別は枠番連勝式とWIN5を除く7式別を発売し、オッズは日本独自のものを使用した。また払戻率は日本と同様で、さらにJRAプラス10の対象競走となった。日本国内で海外競馬の投票券が発売されるのはこれが初めてとなった。
JRAは発表当初、同競走の想定売り上げを4億円から5億円と予想していたが、実際にはその10倍に当たる約41億8600万円の売上を見せた。また、馬券購入者数が約79万人と海外競馬に対する関心の高さを見せていた。なお今後も日本馬が出走を予定している指定競走などについて、JRAが申請し農林水産省の許可が出たものについては順次発売を実施する。

### 地方競馬
1月 - 3月は「平成27年度」、4月 - 2017年3月は「平成28年度」の開催内容について記述している。
地方競馬全国協会が公表した平成28年度の開催成績 によると、すべての主催者で売得金が前年度を上回った。

#### スーパージョッキーズトライアルの変更点
北海道（ホッカイドウ競馬）所属騎手が対象に加えられ、前年度の所属場における勝利数1位の騎手は本戦、2位の騎手はワイルドカードに出場する。

#### 禁止薬物の検出
地方競馬では2016年も禁止薬物が検出される事案が発生した。いずれも競走馬理化学研究所に検体を送付して発覚したものである。また競馬法第31条に抵触するとして各競馬場を管轄する警察署にも届け出ている。
- 11月18日 - 岐阜県地方競馬組合は、11月7日の笠松競馬第1競走で2位に入線した競走馬（牝3歳、藤田正治厩舎）から禁止薬物の「ボルデノン」（筋肉増強剤）が検出されたことを発表すると同時に、公正保持のため藤田厩舎の競走馬29頭についても理化学検査の結果が判明するまで出走させない措置を行った[81][82]。その後2017年7月12日に組合は藤田を戒告及び賞典停止40日間の処分を科したことを発表した[83]。
- 12月17日 - 岩手県競馬組合は、12月11日から12日に行われた水沢競馬で1着に入線した競走馬3頭から禁止薬物の「ニコチン」が検出されたことを発表した。検出された競走馬は11日第11競走の牡4歳馬（吉田司厩舎）、12日第2競走の牡3歳馬（千葉幸喜厩舎）、同日第4競走の牝4歳馬（石川栄厩舎）。ニコチンは一部が体内でコチニンに変化するが、3頭ともコチニンは発覚時点でいずれも検出されていないことから再検査を行う予定。今回の件を受け組合は3厩舎の競走馬全頭について陰性が確認できるまで出走させない措置を取った[84][85] ほか、開催執務委員長名でファンに対して今回の件について謝罪文を発表した[86]。その後の岩手県警水沢署の捜査によりニコチンの濃度が低く、故意性は認められないとして競馬法違反として立件できないと判断されたことを受け、岩手県競馬組合は地方競馬全国協会と協議。その結果、2017年6月9日に管理調教師3名については行政処分を行わないこととし、また検出された競走馬3頭については事後失格処分を取り消すと発表した[87]。

#### 帯広市（ばんえい競馬）
26回・151日開催（前年比：増減なし）。内訳はナイター開催94日、準ナイター開催17日、薄暮開催38日、デイ開催3日。重賞競走は前年度と同数の25競走を施行。
売得金総額は161億4249万5200円で前年度を上回ったが、総入場人員は26万7997人で前年割れとなった。

##### 重賞競走の変更点
- ばんえい記念を帯広市での単独開催に移行後初めてとなる月曜日開催（2017年3月20日・春分の日）として施行[89]。

#### 北海道（ホッカイドウ競馬）
15回・80日開催（前年比：増減なし）。
本年度も全日程が門別競馬場でナイター開催。このうち重賞競走は27競走を施行。またJRA認定競走は前年度と同数の118競走を施行。
門別競馬場の内回りコースに照明設備が整備され、昨年度は昼間限定だった1500m戦及び1600m戦もナイターでの施行が可能となり、これによりすべての距離設定がナイターで施行可能となった。
売得金総額は202億1384万7700円で前年度を上回ったが、総入場人員は5万6人で前年割れとなった。
リーディングジョッキーは101勝を挙げた桑村真明が3年ぶり2度目の獲得。またリーディングトレーナーは年間最多勝利記録を更新（後述）した田中淳司が125勝で2年連続2度目の獲得となった。

##### 重賞競走の変更点
- 「3歳三冠賞」を新たに創設。北斗盃・北海優駿・王冠賞をすべて制覇した場合は副賞として2000万円が、また二冠達成でも250万円が交付される[93]。

##### 史上最高齢出走記録を更新
11月3日の門別競馬第1競走で、クラベストダンサー（牝馬、佐藤英明厩舎、井上俊彦騎乗）が出走。2007年11月11日の高知競馬に出走したオースミレパードの16歳6か月16日を4日上回る16歳6か月20日で出走し、サラブレッド系競走馬として史上最高齢出走記録を更新した（結果は9頭中6着）。

##### 調教師の年間最多勝利記録更新
11月3日の門別競馬第3競走でトップオブドリームが勝利し、管理調教師の田中淳司は年間116勝目を記録。1967年に鈴木権四郎が記録した115勝を上回りホッカイドウ競馬の調教師における年間最多勝利記録を更新した。田中はその後も第5競走と第12競走でも勝利した。

#### 岩手県競馬組合（岩手競馬）
各競馬場ごとの開催成績は以下の通り。
- 盛岡競馬場：11回・66日（前年度比：+6日）
- 水沢競馬場：11回・63日（前年度比：-8日）

2場を合わせた売得金総額は263億813万9400円で前年度を上回ったが、総入場人員は27万5728人で前年割れとなった。
ダートグレード競走を含む重賞競走は49競走を施行。うち盛岡芝コースでの重賞競走は11競走を施行。

##### 重賞競走の変更点
- 年齢区分別に格付けしたグレード制を本年度から導入[99]。

#### 特別区競馬組合・神奈川県川崎競馬組合・埼玉県浦和競馬組合・千葉県競馬組合（南関東公営競馬）
各競馬場ごとの開催成績は以下の通り。
- 浦和競馬場：12回・50日（前年度比：+1日）
- 船橋競馬場：12回・55日（前年度比：+1日）
- 大井競馬場：19回・97日（前年度比：-1日）
- 川崎競馬場：14回・63日（前年度比：増減なし）

4場を合わせた売得金総額は2669億8763万2290円で前年度を上回ったが、総入場人員は127万5278人で前年割れとなった。
2016年のリーディングジョッキーは309勝を挙げた森泰斗（船橋）、リーディングトレーナーは南関東最多勝利記録を更新（後述）した小久保智（浦和）が143勝を挙げた。

##### 重賞競走の変更点
- 第16回JBC競走は川崎で昼間開催。川崎での開催に伴い、『JBCクラシック』は距離2100m、『JBCスプリント』は距離1400m、『JBCレディスクラシック』は距離1600mにそれぞれ変更して施行する[101]。
- 川崎で行われている『クラウンカップ』は2015年度に2回施行とされたため、2016年度は施行しない[101]。

##### その他の変更点
- 3月14日より、大井競馬場に新設された『パドックビジョン』の運用を開始[102]。なお同装置は『2016年度グッドデザイン賞』を受賞した[103]。
- オーストラリアを拠点に活動している藤井勘一郎が10月14日から2017年1月13日までの3か月間、短期騎手免許で南関東で騎乗。期間中は大井・荒山勝徳厩舎所属となる[104]。

##### 日韓交流競走
2013年から始まった大井競馬と韓国馬事会（KRA）との交流競走が4年連続で実施された。
韓国では6月5日にソウル競馬場において『第24回 SBS Korea Japan Trophy』（GIII・距離1200m）を開催。大井所属馬3頭を含む12頭立てで施行され、韓国のパーディドポメロイが勝利。大井所属馬はキモンアヴァロンの5着が最高だった。
一方大井では11月15日にKRA所属馬2頭を含む14頭立て による『日韓交流競走 インタラクションカップ競走』（距離1200m）を施行し、大井所属のゴーディーが優勝。韓国勢はビチェワンジャの12着が最高だった。

##### 主催者が確認怠り騎手変更
7月22日の船橋競馬第12競走に出走し4着に入線したインフィニティ（船橋）は、当初負担重量53kgで真島大輔（大井）が騎乗する予定だった。ところが、主催者の千葉県競馬組合が真島との騎乗可否の確認を怠ったため、発走直前になって同重量で山崎誠士（川崎）に変更する不手際となった。 本来なら真島が負担重量53kg以下の馬に騎乗する予定がある場合は直前に騎乗できるか否か確認する手はずであったが、当該ミスにより当日真島が対応できず、真島より軽量の山崎に変更となったものである。

##### 調教師の年間最多勝利記録更新
11月29日の大井競馬第2競走において、アンジュジョリー（牝2歳、森泰斗騎乗）が1着となり、管理する小久保智は133勝目を記録。2年前に自ら記録した132勝を上回り、南関東公営競馬所属の調教師における年間最多勝利記録を更新した。なお小久保は前述の通り、最終的に143勝を挙げて南関東のリーディングトレーナーに輝いた。

##### 地方競馬初の海外発売
特別区競馬組合は12月26日、12月29日に開催される東京大賞典を含む大井競馬の後半5競走について地方競馬では初めて、オーストラリアとニュージーランドで勝馬投票券を発売すると発表した。現地では英語による実況及びテロップ表示による映像配信がなされるが、オッズについては現地の馬券発行団体による独自のものになるため日本のオッズには反映されない。なお2017年以降のスケジュールについては未定としながらも、将来的には大井競馬の全競走が対象となる見込み。

#### 愛知県競馬組合（名古屋・中京競馬）・岐阜県地方競馬組合（笠松競馬）・石川県、金沢市（金沢競馬）
2016年度も引き続き、名古屋・笠松・金沢の3場で相互発売の連携を実施する。
愛知県競馬組合
名古屋競馬場：27回・112日（前年度比：増減なし）
売得金総額は279億7911万5600円、総入場人員は16万2538人で、ともに前年度を上回った。
重賞競走は22競走を施行。本年度も全日程が名古屋競馬場で開催。
岐阜県地方競馬組合
笠松競馬場：21回・97日（前年度比：+1日）
売得金総額は189億7863万4200円で前年度を上回ったが、総入場人員は9万4397人で前年割れとなった。
重賞競走は16競走を施行。
石川県・金沢市
金沢競馬場：21回・81日（前年度比：+3日）
売得金総額は153億8988万1700円、総入場人員は24万2651人で、ともに前年度を上回った。

##### 重賞競走の変更点
- 金沢競馬の新設重賞として「GRANDAME-JAPAN」2歳シーズン競走となる『金沢シンデレラカップ』を10月18日に開催[115]。

#### 兵庫県競馬組合（園田・姫路競馬）
全日程が園田競馬場で29回・163日開催（前年度比：増減なし）。
売得金総額は517億6267万9600円で前年度を上回ったが、総入場人員は41万3327人で前年割れとなった。

##### 場外発売の変更点
- DASH和歌山は改修工事のため、1月16日から1月31日まで場外発売・払戻業務を休止[116]。

##### 厩務員が勝馬投票券購入
園田競馬に所属する50歳の厩務員が、競馬法第29条第8号で禁止されている地方競馬の勝馬投票券を購入したとして4月15日、兵庫県警尼崎東署に逮捕された。逮捕容疑は2015年12月、3日間にわたりインターネット経由で園田競馬を含む地方競馬の勝馬投票券約5万8千円分を購入した疑い。今年1月にこの厩務員の実名を挙げた匿名通報が尼崎東署に寄せられ同署が捜査していた。これを受け、兵庫県競馬組合は副管理者名で今回の厩務員逮捕について遺憾とした上で厳正な処分を行うと表明すると同時に、再発防止を含む公正な競馬開催に努めるとした。地方競馬では2015年12月にばんえい帯広競馬で騎手・厩務員ら女性2名を含む13名が勝馬投票券を購入していたことが明らかとなり、今年2月に書類送検されたばかりだった。

#### 高知県競馬組合（高知競馬）
19回・106日開催（前年度比：+2日）。
売得金総額は253億3177万4200円で前年度を上回ったが、総入場人員は7万549人で前年割れとなった。
ダートグレード競走を含む重賞競走は18競走を施行。

##### 重賞競走の変更点
- 新設準重賞として『JBC協会賞高知・佐賀スタリオンシリーズ』を創設。6月12日に「トーセンジョーダン賞」を、9月11日に「アンライバルド賞」をそれぞれ施行[120]。
- 11月23日の「黒潮ジュニアチャンピオンシップ」を新たに重賞競走として施行した[121]。

#### 佐賀県競馬組合（佐賀競馬）
23回・106日開催（前年比：-3日）。
売得金総額は179億699万9700円で前年度を上回ったが、総入場人員は32万8069人で前年割れとなった。
重賞競走は14競走を施行。

##### 重賞競走の変更点
- 上述『JBC協会賞高知・佐賀スタリオンシリーズ』の佐賀競馬で実施する競走として、10月2日のロータスクラウン賞を「ナカヤマフェスタ賞」、また10月9日の九州ジュニアチャンピオンを「コパノリチャード賞」としてそれぞれ施行[123]。

## できごと

### 1月
- 5日 - エーシンビートロン[124] とラブイズブーシェ[125]（いずれもJRA）が競走馬登録を抹消。今後は前者が園田競馬へ移籍、後者が種牡馬に。
- 6日
  - 2015年度のJRA賞が発表され、年度代表馬にモーリス（最優秀短距離馬にも同時選出）を選出。

- - ワンダーアキュート[126]、オーシャンブルー[127] 及びサウンドリアーナ[128]（三頭ともにJRA）が競走馬登録を抹消。今後はワンダーアキュート、オーシャンブルーが種牡馬に、サウンドリアーナが繁殖入り。
- 7日 - ニホンピロアワーズ（JRA）が競走馬登録を抹消。今後は種牡馬に[129]。
- 8日 - ナムラビクター（JRA）が競走馬登録を抹消。今後はホッカイドウ競馬へ移籍[130]。
- 11日 - オールアズワンとエーシントップ（いずれもJRA）が競走馬登録を抹消。今後は前者が乗馬、後者が種牡馬に[131][132]。
- 12日
  - 2015年度NARグランプリが発表され、年度代表馬にハッピースプリント（大井、4歳以上最優秀牡馬にも同時選出）を選出。

- - 調教師の葛西勝幸（岩手）が引退[133]。
- 13日 - エーシンモアオバー（JRA）が競走馬登録を抹消。今後は種牡馬に[134]。
- 14日 - グロリアスノア（JRA）が競走馬登録を抹消。今後は乗馬に[135]。
- 15日 - 大井競馬第5競走で、1頭が故障を発症（その後粉砕骨折で予後不良と診断）し転倒したのをきっかけにして直後にいた6頭が巻き込まれて落馬する事故が発生。転倒馬に騎乗した瀧川寿希也（川崎）が病院に搬送された他、有年淳、柏木健宏（いずれも大井）、本橋孝太（船橋）、さらに転倒した馬の脚が腕に当たった山崎誠士（川崎）がけがのため以後の競走が乗り替わりとなった[136][137]。
- 18日 - 降雪の影響により、offt伊勢崎における船橋競馬及び名古屋競馬の場外発売・払戻業務を中止[138][139]。
- 19日 - Aibaくしろ・Aiba中標津は悪天候（暴風雪）のため、予定していた場外発売業務を中止[140]。また、高知競馬第9競走も天候悪化のため取りやめ。勝馬投票券も返還に[141]。
- 20日 - 名古屋競馬は降雪のため、開催を中止[142][143]。代替開催は行わない[144]（ただし、同日に施行予定であった新春ペガサスカップは3月17日に振り替えて施行[145]）。また金沢競馬場も降雪の影響により船橋競馬の場外発売・払戻業務を中止[146]。さらにJRAでも栗東トレーニングセンターが大雪に見舞われたため、調教を取りやめる競走馬が続出した[147]。
- 22日 - 「降雪による競馬開催への影響が予想される」として、翌1月23日施行の京都競馬における金曜日夜間発売を中止[148]。
- 23日 - 「降雪による競馬開催への影響が予想される」として、翌1月24日に中山競馬第11競走で施行した『アメリカジョッキークラブカップ』の土曜日前日発売を中止[149]。
- 24日
  - 佐賀競馬は降雪のため開催中止。代替開催も行わない[150]。
  - 中山競馬第11競走（アメリカジョッキークラブカップ）で、武豊（栗東）が30年連続のJRA重賞競走制覇を達成[151]。
- 25日 - 「大雪が予想される」として、佐賀競馬場及びトゥルー佐賀、ドリームなかつでの川崎競馬及び笠松競馬の場外発売・払戻業務を中止[152]。
- 26日 - 調教師の川勝歩（船橋）が勇退[153]。
- 28日 - アスカリーブル（川崎）が引退。今後は繁殖入り[154]。
- 29日
  - サウンドガガ（JRA）が競走馬登録を抹消。今後は繁殖入り[155]。
  - 「降雪による競馬開催への影響が予想される」として、翌1月30日施行の東京競馬における金曜日夜間発売を中止[156]。
- 30日 - 中京競馬第8競走で、勝浦正樹（美浦）がJRA史上24人目（現役騎手15人目）となる通算1万2000回騎乗を達成[157]。
- 31日 - 騎手の花田大昂（ひろたか、栗東）が引退。今後は調教助手に転身[158]。

### 2月
- 5日 - 特別区競馬組合は、2017年のJBC競走を大井競馬場で開催すると発表。大井での開催は2年ぶり7回目[159]。その後10月17日に施行日を2017年11月3日（文化の日）にすることを発表した。この日はJRAとの同時開催（京都・福島）となる[160]。
- 11日 - ボレアス（JRA）が競走馬登録を抹消。今後は乗馬に[161]。
- 12日 - ショウナンマイティ[162] とオメガハートロック[163]（いずれもJRA）が競走馬登録を抹消。今後は前者が種牡馬に、後者が繁殖入り。
- 14日 - 京都競馬第5競走で、和田竜二（栗東）がJRA史上15人目（現役騎手11人目）となる通算1万4000回騎乗を達成[164]。
- 17日 - オーブルチェフ（JRA）が競走馬登録を抹消。今後は乗馬に[165]。
- 20日 - 京都競馬第1競走で、岩田康誠（栗東）がJRA史上30人目（現役騎手18人目）、そして地方競馬出身騎手初となる通算1万回騎乗を達成[166]。
- 25日 - 大井競馬第11競走で14番人気の馬が1着となり、単勝式の払戻金が3万9120円を記録。同式における大井競馬レコードを更新した[167]。
- 28日 - エアハリファ（JRA）が競走馬登録を抹消。今後は乗馬に[168]。
- 29日
  - 武田博、橋口弘次郎、松田博資（いずれも栗東）の調教師3名が定年引退[169]。 また同じく調教師の原孝明（北海道）も一身上の都合により引退[170]。
  - ばんえい帯広競馬は悪天候（降雪）のため開催中止。代替開催も実施しない[171]。

### 3月
- 1日 - 暴風雪の影響により、この日予定していたJ-PLACE中標津におけるJRA勝馬投票券の払戻業務を中止[172]。
- 4日 - アクティビューティ（JRA）が競走馬登録を抹消。今後は繁殖入り[173]。
- 5日 - ドワンゴによる競馬予想アルゴリズム大会『電脳賞（春）』が初開催[174]。
- 6日
  - 中山競馬第8競走で、ディープインパクト産駒がJRA史上最速となる5年8か月16日で通算1100勝を達成[175]。
  - 佐賀競馬第6競走は、第5競走で発生した落馬事故の処理に時間がかかったため取りやめに。なお落馬した岩永千明（佐賀）は負傷のためその後の騎乗をキャンセル[176]。さらに3月12日に施行された「レディス&ヤングジョッキーズシリーズ・佐賀ステージ」も参戦不可能となった[177]。
- 11日 - リトルゲルダ（JRA）が競走馬登録を抹消。今後は繁殖入り[178]。
- 16日 - ノボリディアーナ（JRA）が競走馬登録を抹消。今後は繁殖入り[179]。
- 17日 - ダンツミュータント（JRA）が競走馬登録を抹消。今後は乗馬に[180]。
- 23日 - サングレアル（JRA）が競走馬登録を抹消。今後は繁殖入り[181]。
- 25日 - メイショウブシドウ（JRA）が競走馬登録を抹消。今後は乗馬に[182]。
- 30日 - 川崎競馬第11競走（第19回クラウンカップ）で的場文男（大井）が1着となり、自身の持つ地方競馬最年長重賞勝利記録を59歳6か月23日に更新した[183]。
- 31日 - 騎手の高野毅（大井）[184] と持原大志（愛知）[185] が引退。高野は翌4月1日から調教師に転身。また吉田昭（佐賀）[186]、中村護（大井）[184][187]、小森勝政（笠松）[188]、伊藤隆志（北海道）[189] の調教師4名も引退・勇退した。

### 4月
- 1日 - カラダレジェンド（JRA）が競走馬登録を抹消。今後は大井競馬に移籍[190]。
- 6日 - ダイワマッジョーレ（JRA）が競走馬登録を抹消。今後は地方へ移籍予定も移籍先は未定で[191]、楽天サラブレッドオークションに出品され決定する[192]。
- 8日 - 遠征のためオーストラリアに滞在中だったトーセンスターダム（JRA）が帰国せず、オーストラリアのウィアー厩舎に移籍して現役を続けることが明らかになった。現地滞在中に鼻出血を発症し、出走予定だったクイーンエリザベスステークスを回避。当初は帰国する予定だったが、前年の同国遠征時の成績を評価したオーストラリアン・ブラッドストックがオーナー権利の半分を購入したもの[193]。
- 10日 - 阪神競馬第3競走で新人の荻野極（栗東）がJRA初勝利を達成した（後述）際、単勝式の払戻金が4万3390円を記録し、同式における新人騎手最高払戻金を更新した[194]。
- 17日
  - 金沢競馬は強風が予想されることにより開催を取り止め、翌18日に順延して施行すると発表[195]。
  - 福島競馬第4競走（障害戦）で、北沢伸也（栗東）がJRA史上11人目（現役騎手6人目）となる障害競走通算1000回騎乗を達成[196]。
- 20日 - 調教師の須貝尚介（栗東）は、管理馬のクルミナルが屈腱炎を発症した影響により引退し繁殖入りさせることを表明した[197]。
- 23日
  - 京都競馬第12競走で、ブライアンズタイム産駒がJRA史上3頭目となる通算1700勝を達成[198]。
  - ばんえい帯広競馬第6競走で1着から10番人気→5番人気→2番人気の順で入線し、三連勝単式の払戻金がばんえい競馬史上最高となる255万690円を記録[199][200]。
  - 福島競馬第11競走（福島牝馬ステークス、GIII）でマコトブリジャールが優勝し、管理する鮫島一歩（栗東）が調教師として史上5人目となるJRA全10場重賞制覇[201]。
- 24日 - 福島競馬第9競走で、調教師の和田正道（美浦）がJRA史上5人目（現役調教師最多）となる通算1万回出走を達成[202]。
- 26日 - 金沢競馬第5競走で、1着に9番人気、2着に4番人気が入線し[203]、馬番連勝単式（馬単）の払戻金が金沢競馬レコードとなる125万3850円を記録[204]。
- 27日 - ローマンレジェンド[205] とミトラ[206]（いずれもJRA）が競走馬登録を抹消。今後は前者が京都競馬場の誘導馬、後者が乗馬に。

### 5月
- 1日 - 調教師の山田勇（佐賀）が勇退[207]。
- 6日 - 騎手の八木直也（愛知）が一身上の都合により引退[208]。
- 7日 - アドマイヤロイヤル（JRA）が競走馬登録を抹消。今後は園田競馬へ移籍[209]。
- 11日 - ユールシンキング（JRA）が種子骨じん帯炎と左前脚の遠位端剥離骨折により引退、乗馬に転向することを社台サラブレッドクラブがホームページ上で発表[210]。その後JRAも5月14日付で競走馬登録を抹消したと正式発表した[211]。
- 13日 - メイショウヨウドウ（JRA）が競走馬登録を抹消。今後は乗馬に[212]。
- 18日 - 大井競馬第11競走（第61回大井記念）で、的場文男が同一重賞競走9勝目を記録すると同時に自身が持つ最年長重賞競走勝利記録を59歳8か月11日に更新した[213][214]。→3月30日の出来事も参照
- 19日 - メイケイペガスター（JRA）が競走馬登録を抹消。今後は乗馬に[215]。
- 25日 - フラアンジェリコ[216] とサトノアポロ[217]（いずれもJRA）が競走馬登録を抹消。今後は両馬ともに乗馬に。
- 26日 - 22時30分頃、群馬県伊勢崎市にある境共同トレーニングセンターの認定厩舎で川崎所属の競走馬1頭が焼死する火事が発生。出火の原因は現時点で不明[218]。
- 27日 - ヘニーハウンド（JRA）が競走馬登録を抹消。今後は種牡馬に[219]。

### 6月
- 2日 - ルールプロスパー[220] とアルフレード[221]（いずれもJRA）が競走馬登録を抹消。今後は両馬とも乗馬に。
- 8日 - フラガラッハ（JRA）が競走馬登録を抹消。今後は乗馬に[222]。
- 9日
  - アズマシャトル（JRA）が競走馬登録を抹消。今後は乗馬に[223]。
  - 騎手の藤田玄己（笠松）が一身上の都合により引退[224]。
- 11日 - 阪神競馬第8競走で、クロフネ産駒がJRA史上12頭目となる通算1100勝を達成[225]。
- 18日
  - 函館競馬第1競走で、キングカメハメハ産駒がJRA史上6頭目となる通算1400勝を達成[226]。
  - 函館競馬第8競走で1着に13番人気、3着に14番人気が入線し、当該馬同士による拡大二連勝複式（ワイド）の配当が函館競馬史上最高となる6万6820円を記録[227]。
  - アドマイヤサガス（JRA）が競走馬登録を抹消。今後は船橋競馬へ移籍[228]。
- 24日 - この日行われた船橋競馬の三重勝馬番二連勝単式（トリプル馬単）の配当が南関東公営競馬史上最高となる50円当たり9091万5440円を記録（的中5口）[229]。
- 29日
  - 6月26日に行われた第57回宝塚記念の2位入線後に左前脚を故障したドゥラメンテ（JRA）が競走能力喪失と診断されたことにより競走馬登録を抹消、種牡馬入りすることを馬主であるサンデーレーシング及びJRAが発表した[230][231]。
  - 門別競馬は濃霧の影響により第9競走以降を取りやめ[232]。

### 7月
- 1日 - ペルーサ[233] とルルーシュ[234]（いずれもJRA）が競走馬登録を抹消。ペルーサは種牡馬入り。ルルーシュは当初種牡馬入りすることが発表されたが、9月16日に一転して馬事公苑で乗馬になることが明らかにされた[235]。
- 7日 - バウンスシャッセ（JRA）が競走馬登録を抹消。今後は繁殖入り[236]。
- 9日 - 中京競馬第9競走で、幸英明（栗東）がJRA史上8人目（現役騎手6人目）となる通算1万7000回騎乗をJRA史上最速・最年少で達成[237]。
- 12日 - サイモンロード（愛知）が7月6日の名古屋競馬第11競走（夏椿特別競走、8着）を最後に引退したことを管理調教師の角田輝也が明らかにした。今後は名古屋競馬場の誘導馬となる予定[238]。
- 13日 - セイントメモリー（大井）が6月22日に行われた京成盃グランドマイラーズの出走を最後に引退することを特別区競馬組合が発表。今後は大井競馬場の誘導馬となる予定[239]。
- 14日 - ナカヤマナイト[240] とセイコーライコウ[241]（いずれもJRA）が競走馬登録を抹消。今後は両馬とも乗馬に。
- 16日 - メイショウカンパク（JRA）が競走馬登録を抹消。今後は乗馬に[242]。
- 21日 - 船橋競馬第2競走で、1頭がフライングをしたために発走やり直しとなるハプニング。船橋競馬で同様のハプニングが発生したのは2年2か月ぶり[243]。
- 28日
  - Aiba浦河（J-PLACE浦河）は大雨の影響により浦河町内に避難勧告が発令されたことにより、門別・川崎両競馬の馬券発売と払戻[244] 及びJRA勝馬投票券の払戻業務を中止[245]。
  - 調教師の武井榮一（川崎）が勇退[246]（正式には31日付で勇退[247]）。
- 29日 - ソリタリーキング（JRA）が競走馬登録を抹消。なお当初は乗馬となる予定だったが[248]、8月4日になり種牡馬入りすることがJRAから発表された[249]。
- 31日 - 花本正三、湯前良人（いずれも笠松）、安部幸夫（愛知）、平原透雄（兵庫）、西山裕貴（高知）の騎手5名が引退。翌8月1日付で平原は調教師補佐、他4名は調教師に転身[250][251]。また調教師の安部弘一（愛知）も一身上の都合により引退[252]。

### 8月
- 1日 - 日本の女性騎手として最多の626勝を挙げ、2011年に引退した宮下瞳（現姓・小山、愛知）が騎手免許を再取得し現役に復帰[250][251]。その後8月17日に再デビューし、8月22日の名古屋競馬第6競走で復帰後初勝利を挙げた[253]。
- 3日
  - 門別競馬は濃霧の影響により第10競走以降を取りやめ[254]。
  - 大井競馬第11競走（サンタアニタトロフィー）で的場文男が勝利し、自身がもつ地方競馬史上最年長重賞勝利記録を59歳10か月27日に更新した[255][256]。→3月30日及び5月18日の出来事も参照
- 7日 - 新潟競馬第6競走で、1着に14番人気、2着に17番人気が入線し、両馬における馬番連勝単式（馬単）の払戻金が新潟競馬史上最高となる50万240円を記録[257]。
- 12日 - 浦和競馬第1競走と第2競走はいずれも当初5頭立てで施行される予定だったが、第1競走は馬券発売前に1頭が出走を取り消したため複勝式の馬券を発売せず「複勝配当なし」、一方第2競走は馬券発売後に1頭が競走除外となったため「複勝配当2通りあり」という珍事になった[258]。
- 14日 - 小倉競馬第6競走で、ディープインパクト産駒がJRA史上最速となる6年1が月20日で通算1200勝を達成[259]。→3月6日の出来事も参照
- 16日 - 金沢競馬第8競走及び第9競走は悪天候の影響により取りやめ[260]。
- 17日 - 門別競馬は強風の影響により第9競走以降を取りやめ[261]。またAibaくしろは施設が停電となったため18時45分以降、勝馬投票券発売及び払戻業務を中止[262]。
- 18日 - ハクサンムーン[263] とフォーエバーモア[264]（いずれもJRA）が競走馬登録を抹消。今後は前者が種牡馬に、後者が繁殖入り。
- 20日 - 高知競馬第2競走で、宮川実（高知）が地方競馬通算1万回騎乗を達成[265]。
- 21日 - この日行われたWIN5で、6億円の払戻限度額引き上げ後最高配当となる4億2012万7890円を記録（的中1票）[266]。
- 27日 - 新潟競馬第3競走で、福永祐一（栗東）がJRA史上10人目（現役騎手7人目）となる通算1万5000回騎乗を達成[267]。
- 27日・28日 - 27日の札幌競馬第12競走から28日の札幌競馬第9競走にかけ、短期騎手免許によりJRAで騎乗していたジョアン・モレイラ（香港）が武豊と並び最多タイとなる騎乗機会7連勝を達成[268]。
- 30日 - 台風10号接近の影響により、岩手競馬各発売施設[269] 及びオフト大鄕[270] での場外発売及び払戻業務を中止。
- 31日
  - レッドリヴェール（JRA）が競走馬登録を抹消。今後は繁殖入り[271]。
  - テレトラック宮古は台風10号の影響により周辺部が冠水したことにより場外発売・払戻業務を中止[272]。

### 9月
- 3日
  - 「台風12号接近により競馬開催への影響が予想される」として、9月4日施行の小倉2歳ステークスの前日発売[273]、小倉競馬全競走及びWIN5の土曜日夜間発売を中止[274]。
  - 小倉競馬第1競走（障害戦）で、熊沢重文（栗東）がJRA史上5人目、現役騎手では林満明に続いて2人目となる障害競走通算1300回騎乗を達成[275]。
- 4日
  - 小倉競馬第1競走で、武豊がJRA史上初となる通算2万回騎乗を達成[276]。
  - 新潟競馬第11競走（新潟記念）で、横山典弘（美浦）がJRA史上4人目の全10場重賞競走制覇を達成[277]。
- 5日 - 金沢競馬はナムラダイキチの引退を発表[278]。今後は種牡馬に[279]。
- 8日
  - クラウンロゼ[280] とエーシンホワイティ[281]（いずれもJRA）が競走馬登録を抹消。今後は前者が繁殖入り、後者が乗馬に。
  - 台風13号の影響により、テレトラック宮古における船橋競馬の場外発売及び払戻業務を第3競走以降中止[282]。
- 14日 - リラヴァティ（JRA）が競走馬登録を抹消。今後は繁殖入り[283]。
- 16日 - グランドシチー（JRA）が競走馬登録を抹消。今後は乗馬に[284]。
- 17日 - 阪神競馬第8競走（阪神ジャンプステークス）で、高田潤（栗東）がJRA史上初となる同一重賞[注 4] 7年連続連対を達成。また自身二度目となる同一重賞4連覇も達成した[285]。
- 18日 - 阪神競馬第4競走で、武豊が史上初となるJRA所属馬での通算4000勝（地方及び日本国外を含む）を達成[286]。
- 20日 - 台風16号接近の影響により、高知競馬場及び関連施設での金沢競馬の場外発売を中止[287]。
- 21日 - クールホタルビ（JRA）が競走馬登録を抹消。今後は繁殖入り[288]。

### 10月
- 5日 - ココロノアイ（JRA）が競走馬登録を抹消。今後は繁殖入り[289]。
- 6日 - ベルカント（JRA）が競走馬登録を抹消。今後は繁殖入り[290]。
- 8日 - 盛岡競馬第11競走（寒露特別）は濃霧の影響により取りやめ[291]。
- 13日 - リオンディーズ（JRA）が競走馬登録を抹消。今後は種牡馬に[292]。
- 14日 - ショウナンラグーン（JRA）が競走馬登録を抹消。今後は乗馬に[293]。
- 15日 - 新潟競馬第4競走（障害戦）で、牡11歳のスマートギア（JRA）が日本調教馬史上最高齢勝利記録タイをマークした[294]。
- 18日 - 門別競馬第10競走（優駿の里「安平町雪だるま」特別）で、1着から5番人気→10番人気→12番人気[295] の順で入線し、三連勝単式が597万7760円、ワイドが10万3020円をそれぞれ記録し、ホッカイドウ競馬史上最高配当を更新した[296]。
- 20日 - 調教師の日吉正和（栗東）が勇退[71]。日吉は5月8日に京都競馬場内で馬に蹴られて負傷し、療養生活を続けていた[297]。→調教師の新規開業節も参照
- 27日 - ウインマーレライ（JRA）が競走馬登録を抹消。今後は乗馬に[298]。
- 29日
  - 新潟競馬第4競走（障害戦）で、鈴木慶太（美浦）が2010年7月17日以来6年3か月12日ぶりに勝利を挙げ、JRA騎手の最長勝利間隔記録を更新した[299]。
  - エアソミュール（JRA）が競走馬登録を抹消。今後は乗馬に[300]。

### 11月
- 2日 - ショウナンパンドラ（JRA）が競走馬登録を抹消。今後は繁殖入り[301]。
- 3日 - JBC競走が開催された川崎競馬の1日の総売得金額が、地方競馬史上最高額となる48億7402万2850円[注 5] を記録[302]。
- 4日 - スギノエンデバー（JRA）が競走馬登録を抹消。今後は乗馬に[303]。
- 5日
  - ばんえい帯広競馬は降雪の影響により開催を取りやめ。代替開催も実施しない[304]。
  - 京都競馬第6競走で、四位洋文（栗東）がJRA史上17人目（現役騎手12人目）となる通算1万3000回騎乗を達成[305]。
- 5日・6日 - 5日の東京競馬第10競走から6日の東京競馬第10競走にかけ、クリストフ・ルメール（栗東）がJRA新記録となる騎乗機会10連続連対を達成[306]。またルメールは6日の東京競馬で1日8勝を挙げ、2002年12月7日に阪神競馬で記録した武豊と並びJRAタイをマークした[307]。
- 9日 - 調教師の高橋司（北海道）が一身上の都合により引退[308]。
- 13日 - ストレイトガール（JRA）が競走馬登録を抹消。今後はイギリスで繁殖入り[309]。またエプソムアーロン（高知）がこの日の高知競馬第8競走をもって引退。今後は乗馬に[310]。
- 14日 - ブルーチッパー（大井）が3日に行われたJBCレディスクラシック（6着）を最後に引退したことが明らかに。今後は繁殖入り[311]。
- 16日 - マコトブリジャール（JRA）が競走馬登録を抹消。今後は繁殖入り[312]。
- 17日 - シンハライト（JRA）が競走馬登録を抹消。今後は繁殖入り[313][314]。
- 20日 - 福島競馬第5競走（障害戦）で、五十嵐雄祐（美浦）が1960年の長池辰三以来56年ぶりとなる障害競走年間100回騎乗を達成[315]。
- 22日
  - 浦和競馬第10競走（浦和記念）で、武豊がダートグレード競走通算100勝を達成[316]。
  - マルカフリート（JRA）が競走馬登録を抹消。今後は乗馬に[317]。
- 25日 - ウインプリメーラ[318]、ダノンシャーク[319]、サトノルパン[320]、ダノンレジェンド[321]（4頭ともにJRA）が競走馬登録を抹消。今後はウインプリメーラが繁殖入り、ダノンシャークとダノンレジェンドが種牡馬に、サトノルパンが乗馬に。
- 27日 - 騎手の尾ヶ瀬馨（ばんえい）が引退[322][323]。
- 30日 - 大井競馬第7競走（13頭立て）で、1着に最低13番人気、3着に11番人気が入線し、当該馬同士による拡大二連勝複式（ワイド）の払戻金が大井競馬史上最高配当となる8万9960円を記録[324]。

### 12月
- 3日 - サナシオン（JRA）が屈腱炎を発症した影響により競走馬登録を抹消。今後は乗馬に[325]。
- 7日 - フクノドリーム（JRA）が競走馬登録を抹消。今後は繁殖入り[326]。
- 8日 - JRAは平成29年度の調教師試験合格者を発表し、現役騎手の武幸四郎（栗東）と田中博康（美浦）を含む7名が合格した。これにより両騎手は2017年2月28日付で騎手を引退することになる[327][328]。
- 9日 - アジアエクスプレス（JRA）が競走馬登録を抹消。今後は種牡馬に[329]。
- 10日 - ホッコータルマエ[330] とマイネルラクリマ[331]（いずれもJRA）が競走馬登録を抹消。今後は前者が種牡馬、後者が乗馬に。
- 15日 - エスワンプリンス（佐賀）が競走馬登録を抹消。今後は乗馬に[332]。
- 17日 - 水沢競馬は降雪により開催を中止。代替開催も実施しない[333]。
- 23日
  - カフェブリリアント（JRA）が競走馬登録を抹消。今後は繁殖入り[334]。
  - 阪神競馬第11競走で、小牧太（栗東）がJRA史上31人目（現役騎手19人目）、また地方競馬出身騎手では岩田康誠に次いで2人目となる通算1万回騎乗を達成[335]。→2月20日の出来事参照
  - 悪天候の影響により、Aiba中標津における勝馬投票券発売及び払戻業務を中止[336]。
- 24日 - この日行われたばんえい帯広競馬のセレクト7重勝単勝式馬券の配当が他式別を含め史上最高配当となる1588万3590円を記録（的中2口）[337]。
- 26日 - 愛知県競馬組合はこの日の組合議会にて、『現行の名古屋競馬場（名古屋市港区）を廃止し、弥富市の弥富トレーニングセンターへ競馬場を移転する』案を正式決議した[338]。
- 27日 - 調教師の寺田茂と藤木一男（いずれも金沢）が引退[339]。
- 29日 - 第62回東京大賞典が開催された大井競馬の1日の総売得金額が、地方競馬史上最高となる61億9493万3590円[注 5]、また同競走の売上も地方競馬史上最高となる37億3269万5200円をそれぞれ記録[340]。→11月3日の出来事も参照

## 競走成績

### 中央競馬・平地GI
| 競走名                                 | 競走名                                 | 競走名                                 | 優勝馬             | 性齢 | 騎手                           | 調教師                         | 所属                     |
| 月日                                   | 競馬場                                 | コース・距離                           | 優勝馬             | 性齢 | 馬主                           | 馬主                           | タイム                   |
| -------------------------------------- | -------------------------------------- | -------------------------------------- | ------------------ | ---- | ------------------------------ | ------------------------------ | ------------------------ |
| 第33回フェブラリーステークス           | 第33回フェブラリーステークス           | 第33回フェブラリーステークス           | モーニン           | 牡4  | ミルコ・デムーロ               | 石坂正                         | JRA栗東                  |
| 2月21日                                | 東京競馬場                             | ダート1600m                            | モーニン           | 牡4  | 馬場幸夫                       | 馬場幸夫                       | 1:34.0（コースレコード） |
| 第46回高松宮記念                       | 第46回高松宮記念                       | 第46回高松宮記念                       | ビッグアーサー     | 牡5  | 福永祐一                       | 藤岡健一                       | JRA栗東                  |
| 3月27日                                | 中京競馬場                             | 芝1200m                                | ビッグアーサー     | 牡5  | 中辻明                         | 中辻明                         | 1:06.7（コースレコード） |
| 第76回桜花賞                           | 第76回桜花賞                           | 第76回桜花賞                           | ジュエラー         | 牝3  | ミルコ・デムーロ               | 藤岡健一                       | JRA栗東                  |
| 4月10日                                | 阪神競馬場                             | 芝1600m                                | ジュエラー         | 牝3  | 青山洋一                       | 青山洋一                       | 1:33.4                   |
| 第76回皐月賞                           | 第76回皐月賞                           | 第76回皐月賞                           | ディーマジェスティ | 牡3  | 蛯名正義                       | 二ノ宮敬宇                     | JRA美浦                  |
| 4月17日                                | 中山競馬場                             | 芝2000m                                | ディーマジェスティ | 牡3  | 嶋田賢                         | 嶋田賢                         | 1:57.9                   |
| 第153回天皇賞・春                      | 第153回天皇賞・春                      | 第153回天皇賞・春                      | キタサンブラック   | 牡4  | 武豊                           | 清水久詞                       | JRA栗東                  |
| 5月1日                                 | 京都競馬場                             | 芝3200m                                | キタサンブラック   | 牡4  | （有）大野商事                 | （有）大野商事                 | 3:15.3                   |
| 第21回NHKマイルカップ                  | 第21回NHKマイルカップ                  | 第21回NHKマイルカップ                  | メジャーエンブレム | 牝3  | クリストフ・ルメール           | 田村康仁                       | JRA美浦                  |
| 5月8日                                 | 東京競馬場                             | 芝1600m                                | メジャーエンブレム | 牝3  | （有）サンデーレーシング       | （有）サンデーレーシング       | 1:32.8                   |
| 第11回ヴィクトリアマイル               | 第11回ヴィクトリアマイル               | 第11回ヴィクトリアマイル               | ストレイトガール   | 牝7  | 戸崎圭太                       | 藤原英昭                       | JRA栗東                  |
| 5月15日                                | 東京競馬場                             | 芝1600m                                | ストレイトガール   | 牝7  | 廣崎利洋HD（株）               | 廣崎利洋HD（株）               | 1:31.5                   |
| 第77回優駿牝馬（オークス）             | 第77回優駿牝馬（オークス）             | 第77回優駿牝馬（オークス）             | シンハライト       | 牝3  | 池添謙一                       | 石坂正                         | JRA栗東                  |
| 5月22日                                | 東京競馬場                             | 芝2400m                                | シンハライト       | 牝3  | （有）キャロットファーム       | （有）キャロットファーム       | 2:25.0                   |
| 第83回東京優駿（日本ダービー）         | 第83回東京優駿（日本ダービー）         | 第83回東京優駿（日本ダービー）         | マカヒキ           | 牡3  | 川田将雅                       | 友道康夫                       | JRA栗東                  |
| 5月29日                                | 東京競馬場                             | 芝2400m                                | マカヒキ           | 牡3  | 金子真人ホールディングス（株） | 金子真人ホールディングス（株） | 2:24.0                   |
| 第66回安田記念                         | 第66回安田記念                         | 第66回安田記念                         | ロゴタイプ         | 牡6  | 田辺裕信                       | 田中剛                         | JRA美浦                  |
| 6月5日                                 | 東京競馬場                             | 芝1600m                                | ロゴタイプ         | 牡6  | 吉田照哉                       | 吉田照哉                       | 1:33.0                   |
| 第57回宝塚記念                         | 第57回宝塚記念                         | 第57回宝塚記念                         | マリアライト       | 牝5  | 蛯名正義                       | 久保田貴士                     | JRA美浦                  |
| 6月26日                                | 阪神競馬場                             | 芝2200m                                | マリアライト       | 牝5  | （有）キャロットファーム       | （有）キャロットファーム       | 2:12.8                   |
| 第50回スプリンターズステークス         | 第50回スプリンターズステークス         | 第50回スプリンターズステークス         | レッドファルクス   | 牡5  | ミルコ・デムーロ               | 尾関知人                       | JRA美浦                  |
| 10月2日                                | 中山競馬場                             | 芝1200m                                | レッドファルクス   | 牡5  | （株）東京ホースレーシング     | （株）東京ホースレーシング     | 1:07.6                   |
| 第21回秋華賞                           | 第21回秋華賞                           | 第21回秋華賞                           | ヴィブロス         | 牝3  | 福永祐一                       | 友道康夫                       | JRA栗東                  |
| 10月16日                               | 京都競馬場                             | 芝2000m                                | ヴィブロス         | 牝3  | 佐々木主浩                     | 佐々木主浩                     | 1:58.6                   |
| 第77回菊花賞                           | 第77回菊花賞                           | 第77回菊花賞                           | サトノダイヤモンド | 牡3  | クリストフ・ルメール           | 池江泰寿                       | JRA栗東                  |
| 10月23日                               | 京都競馬場                             | 芝3000m                                | サトノダイヤモンド | 牡3  | 里見治                         | 里見治                         | 3:03.3                   |
| 第154回天皇賞・秋                      | 第154回天皇賞・秋                      | 第154回天皇賞・秋                      | モーリス           | 牡5  | ライアン・ムーア               | 堀宣行                         | JRA美浦                  |
| 10月30日                               | 東京競馬場                             | 芝2000m                                | モーリス           | 牡5  | 吉田和美                       | 吉田和美                       | 1:59.3                   |
| 第41回エリザベス女王杯                 | 第41回エリザベス女王杯                 | 第41回エリザベス女王杯                 | クイーンズリング   | 牝4  | ミルコ・デムーロ               | 吉村圭司                       | JRA栗東                  |
| 11月13日                               | 京都競馬場                             | 芝2200m                                | クイーンズリング   | 牝4  | 吉田千津                       | 吉田千津                       | 2:12.9                   |
| 第33回マイルチャンピオンシップ         | 第33回マイルチャンピオンシップ         | 第33回マイルチャンピオンシップ         | ミッキーアイル     | 牡5  | 浜中俊                         | 音無秀孝                       | JRA栗東                  |
| 11月20日                               | 京都競馬場                             | 芝1600m                                | ミッキーアイル     | 牡5  | 野田みづき                     | 野田みづき                     | 1:33.1                   |
| 第36回ジャパンカップ                   | 第36回ジャパンカップ                   | 第36回ジャパンカップ                   | キタサンブラック   | 牡4  | 武豊                           | 清水久詞                       | JRA栗東                  |
| 11月27日                               | 東京競馬場                             | 芝2400m                                | キタサンブラック   | 牡4  | （有）大野商事                 | （有）大野商事                 | 2:25.8                   |
| 第17回チャンピオンズカップ             | 第17回チャンピオンズカップ             | 第17回チャンピオンズカップ             | サウンドトゥルー   | 騸6  | 大野拓弥                       | 高木登                         | JRA美浦                  |
| 12月4日                                | 中京競馬場                             | ダート1800m                            | サウンドトゥルー   | 騸6  | 山田弘                         | 山田弘                         | 1:50.1                   |
| 第68回阪神ジュベナイルフィリーズ       | 第68回阪神ジュベナイルフィリーズ       | 第68回阪神ジュベナイルフィリーズ       | ソウルスターリング | 牝2  | クリストフ・ルメール           | 藤沢和雄                       | JRA美浦                  |
| 12月11日                               | 阪神競馬場                             | 芝1600m                                | ソウルスターリング | 牝2  | （有）社台レースホース         | （有）社台レースホース         | 1:34.0                   |
| 第68回朝日杯フューチュリティステークス | 第68回朝日杯フューチュリティステークス | 第68回朝日杯フューチュリティステークス | サトノアレス       | 牡2  | 四位洋文                       | 藤沢和雄                       | JRA美浦                  |
| 12月18日                               | 阪神競馬場                             | 芝1600m                                | サトノアレス       | 牡2  | 里見治                         | 里見治                         | 1:35.4                   |
| 第61回有馬記念                         | 第61回有馬記念                         | 第61回有馬記念                         | サトノダイヤモンド | 牡3  | クリストフ・ルメール           | 池江泰寿                       | JRA栗東                  |
| 12月25日                               | 中山競馬場                             | 芝2500m                                | サトノダイヤモンド | 牡3  | 里見治                         | 里見治                         | 2:32.6                   |

### 中央競馬・障害（J・GI）
| 競走名                     | 競走名                     | 競走名                     | 優勝馬             | 性齢 | 騎手             | 調教師           | 所属    |
| 月日                       | 競馬場                     | コース・距離               | 優勝馬             | 性齢 | 馬主             | 馬主             | タイム  |
| -------------------------- | -------------------------- | -------------------------- | ------------------ | ---- | ---------------- | ---------------- | ------- |
| 第18回中山グランドジャンプ | 第18回中山グランドジャンプ | 第18回中山グランドジャンプ | オジュウチョウサン | 牡5  | 石神深一         | 和田正一郎       | JRA美浦 |
| 4月16日                    | 中山競馬場                 | 障害芝4250m                | オジュウチョウサン | 牡5  | （株）チョウサン | （株）チョウサン | 4:49.4  |
| 第139回中山大障害          | 第139回中山大障害          | 第139回中山大障害          | オジュウチョウサン | 牡5  | 石神深一         | 和田正一郎       | JRA美浦 |
| 12月23日                   | 中山競馬場                 | 障害芝4100m                | オジュウチョウサン | 牡5  | （株）チョウサン | （株）チョウサン | 4:45.6  |

### 地方競馬・ダートグレード競走（GI・JpnI）
| 競走名                               | 競走名                               | 競走名                               | 優勝馬             | 性齢 | 騎手                     | 調教師                   | 所属                     |
| 月日                                 | 競馬場                               | 距離                                 | 優勝馬             | 性齢 | 馬主                     | 馬主                     | タイム                   |
| ------------------------------------ | ------------------------------------ | ------------------------------------ | ------------------ | ---- | ------------------------ | ------------------------ | ------------------------ |
| 第65回川崎記念                       | 第65回川崎記念                       | 第65回川崎記念                       | ホッコータルマエ   | 牡7  | 幸英明                   | 西浦勝一                 | JRA栗東                  |
| 1月27日                              | 川崎競馬場                           | 2100m                                | ホッコータルマエ   | 牡7  | 矢部道晃                 | 矢部道晃                 | 2:14.1                   |
| 第28回かしわ記念                     | 第28回かしわ記念                     | 第28回かしわ記念                     | コパノリッキー     | 牡6  | 武豊                     | 村山明                   | JRA栗東                  |
| 5月5日                               | 船橋競馬場                           | 1600m                                | コパノリッキー     | 牡6  | 小林祥晃                 | 小林祥晃                 | 1:39.2                   |
| 第39回帝王賞                         | 第39回帝王賞                         | 第39回帝王賞                         | コパノリッキー     | 牡6  | 武豊                     | 村山明                   | JRA栗東                  |
| 6月29日                              | 大井競馬場                           | 2000m                                | コパノリッキー     | 牡6  | 小林祥晃                 | 小林祥晃                 | 2:03.5                   |
| 第18回ジャパンダートダービー         | 第18回ジャパンダートダービー         | 第18回ジャパンダートダービー         | キョウエイギア     | 牡3  | 戸崎圭太                 | 矢作芳人                 | JRA栗東                  |
| 7月13日                              | 大井競馬場                           | 2000m                                | キョウエイギア     | 牡3  | 田中晴夫                 | 田中晴夫                 | 2:05.7                   |
| 第29回マイルチャンピオンシップ南部杯 | 第29回マイルチャンピオンシップ南部杯 | 第29回マイルチャンピオンシップ南部杯 | コパノリッキー     | 牡6  | 田辺裕信                 | 村山明                   | JRA栗東                  |
| 10月10日                             | 盛岡競馬場                           | 1600m                                | コパノリッキー     | 牡6  | 小林祥晃                 | 小林祥晃                 | 1:33.5（レースレコード） |
| 第6回JBCレディスクラシック           | 第6回JBCレディスクラシック           | 第6回JBCレディスクラシック           | ホワイトフーガ     | 牝4  | 蛯名正義                 | 高木登                   | JRA美浦                  |
| 11月3日                              | 川崎競馬場                           | 1600m                                | ホワイトフーガ     | 牝4  | 西森鶴                   | 西森鶴                   | 1:41.3                   |
| 第16回JBCスプリント                  | 第16回JBCスプリント                  | 第16回JBCスプリント                  | ダノンレジェンド   | 牡6  | ミルコ・デムーロ         | 村山明                   | JRA栗東                  |
| 11月3日                              | 川崎競馬場                           | 1400m                                | ダノンレジェンド   | 牡6  | （株）ダノックス         | （株）ダノックス         | 1:27.2                   |
| 第16回JBCクラシック                  | 第16回JBCクラシック                  | 第16回JBCクラシック                  | アウォーディー     | 牡6  | 武豊                     | 松永幹夫                 | JRA栗東                  |
| 11月3日                              | 川崎競馬場                           | 2100m                                | アウォーディー     | 牡6  | 前田幸治                 | 前田幸治                 | 2:15.3                   |
| 第67回全日本2歳優駿                  | 第67回全日本2歳優駿                  | 第67回全日本2歳優駿                  | リエノテソーロ     | 牝2  | 吉田隼人                 | 武井亮                   | JRA美浦                  |
| 12月14日                             | 川崎競馬場                           | 1600m                                | リエノテソーロ     | 牝2  | 了徳寺健二               | 了徳寺健二               | 1:42.8                   |
| 第62回東京大賞典                     | 第62回東京大賞典                     | 第62回東京大賞典                     | アポロケンタッキー | 牡4  | 内田博幸                 | 山内研二                 | JRA栗東                  |
| 12月29日                             | 大井競馬場                           | 2000m                                | アポロケンタッキー | 牡4  | アポロサラブレッドクラブ | アポロサラブレッドクラブ | 2:05.8                   |

### ばんえい競馬（BG1）
| 競走名                   | 競走名                   | 競走名                   | 優勝馬             | 性齢 | 騎手           | 調教師         | タイム ばんえい重量 |
| 月日                     | 競馬場                   | 距離                     | 優勝馬             | 性齢 | 馬主           | 馬主           | タイム ばんえい重量 |
| ------------------------ | ------------------------ | ------------------------ | ------------------ | ---- | -------------- | -------------- | ------------------- |
| 第38回帯広記念           | 第38回帯広記念           | 第38回帯広記念           | オレノココロ       | 牡6  | 鈴木恵介       | 槻舘重人       | 2:46.3 910 kg       |
| 1月2日                   | 帯広競馬場               | 200m                     | オレノココロ       | 牡6  | 大森勝廣       | 大森勝廣       | 2:46.3 910 kg       |
| 第9回天馬賞              | 第9回天馬賞              | 第9回天馬賞              | キサラキク         | 牝5  | 鈴木恵介       | 金田勇         | 2:01.4 740 kg       |
| 1月3日                   | 帯広競馬場               | 200m                     | キサラキク         | 牝5  | 青山修         | 青山修         | 2:01.4 740 kg       |
| 第47回イレネー記念       | 第47回イレネー記念       | 第47回イレネー記念       | フウジンライデン   | 牡3  | 安部憲二       | 岩本利春       | 2:02.6 690 kg       |
| 3月6日                   | 帯広競馬場               | 200m                     | フウジンライデン   | 牡3  | 田中猛         | 田中猛         | 2:02.6 690 kg       |
| 第48回ばんえい記念       | 第48回ばんえい記念       | 第48回ばんえい記念       | フジダイビクトリー | 牡8  | 松田道明       | 金山明彦       | 3:41.5 1000 kg      |
| 3月20日                  | 帯広競馬場               | 200m                     | フジダイビクトリー | 牡8  | （株）三上建設 | （株）三上建設 | 3:41.5 1000 kg      |
| 第28回ばんえいグランプリ | 第28回ばんえいグランプリ | 第28回ばんえいグランプリ | オレノココロ       | 牡6  | 鈴木恵介       | 槻舘重人       | 2:14.4 810 kg       |
| 8月14日                  | 帯広競馬場               | 200m                     | オレノココロ       | 牡6  | 大森勝廣       | 大森勝廣       | 2:14.4 810 kg       |
| 第41回ばんえいオークス   | 第41回ばんえいオークス   | 第41回ばんえいオークス   | ホクトノホシ       | 牝3  | 村上章         | 村上慎一       | 2:15.8 670 kg       |
| 12月4日                  | 帯広競馬場               | 200m                     | ホクトノホシ       | 牝3  | 大熊金八       | 大熊金八       | 2:15.8 670 kg       |
| 第45回ばんえいダービー   | 第45回ばんえいダービー   | 第45回ばんえいダービー   | マルミゴウカイ     | 牡3  | 藤本匠         | 槻舘重人       | 1:49.9 730 kg       |
| 12月25日                 | 帯広競馬場               | 200m                     | マルミゴウカイ     | 牡3  | 宮本康弘       | 宮本康弘       | 1:49.9 730 kg       |

### 騎手招待・交流競走
- 第30回全日本新人王争覇戦（1月20日、高知競馬場） 総合優勝：見越彬央（浦和）[385]
- 第14回佐々木竹見カップ ジョッキーズグランプリ（1月26日、川崎競馬場） 総合優勝：ミルコ・デムーロ（JRA栗東）[386][387]
- 東日本大震災5周年復興支援 船橋・岩手ジョッキーズ交流競走（3月11日、船橋競馬場） 総合優勝：山本聡哉（岩手）[388]
- レディス&ヤングジョッキーズシリーズ（名古屋ステージ：3月4日・名古屋競馬場、佐賀ステージ：3月12日・佐賀競馬場）
  - 団体戦優勝：ヤングチーム（名古屋ステージ：中島龍也・柴田勇真・藤田玄己・村上弘樹・八木直也、佐賀ステージ：石川慎将・山下裕貴・竹吉徹・南谷圭哉・小松丈二）[389]
  - 個人戦優勝：名古屋ステージ・別府真衣（高知）[390]、佐賀ステージ・小松丈二（佐賀）[389]
- 福山けいばメモリアル競走（3月26日、高知競馬場） 総合優勝：岡村卓弥（高知）[391]
- 南関東ジョッキーズフレンドリーマッチ（5月1日、盛岡競馬場） 総合優勝：山本聡哉（岩手）[392]
- スーパージョッキーズトライアル（SJT）2016[393]
  - ワイルドカード（5月15日、佐賀競馬場） 本戦出場権獲得：山本政聡（岩手）、赤岡修次（高知）[394]
  - 本戦（第1ステージ：6月13日・盛岡競馬場、第2ステージ：7月7日・名古屋競馬場） 総合優勝：永森大智（高知）[395]
- ジャパンジョッキーズカップ2016（7月18日、盛岡競馬場）[396][397]
  - 総合優勝：Team WEST（西日本地方競馬選抜、丸野勝虎・川原正一・永森大智・山口勲）
  - 優秀騎手賞：永森大智（Team WEST）
- COME HOME 九州 里帰りジョッキーズカップ（8月7日、佐賀競馬場） 総合優勝：的場文男（大井）[398]
- ワールドオールスタージョッキーズ2016（8月27日・28日、札幌競馬場）[399]
  - 個人戦優勝：ミルコ・デムーロ（JRA選抜）
  - 団体戦優勝：JRA選抜（ミルコ・デムーロ・武豊・クリストフ・ルメール・蛯名正義・川田将雅・内田博幸・戸崎圭太）
- 第25回ゴールデンジョッキーカップ（9月7日、園田競馬場） 総合優勝：田中学（兵庫）[400]
- 第8回UFOKK（浦和・船橋・大井・川崎・高知）ジョッキーズ競走（9月24日、高知競馬場） 総合優勝：永森大智（高知）[401]

## 表彰

### 平成28年度JRA顕彰馬・顕彰者
2016年9月12日発表。
- 顕彰馬：ジェンティルドンナ[402]
- 顕彰者：橋口弘次郎（元JRA調教師）[403]

### 2016年度JRA賞
競走馬部門 及び馬事文化賞 は2017年1月10日発表、また調教師・騎手部門は2017年1月3日発表。
競走馬部門
- 年度代表馬・最優秀4歳以上牡馬：キタサンブラック（牡4歳、栗東・清水久詞厩舎）
- 最優秀2歳牡馬：サトノアレス（牡2歳、美浦・藤沢和雄厩舎）
- 最優秀2歳牝馬：ソウルスターリング（牝2歳、美浦・藤沢和雄厩舎）
- 最優秀3歳牡馬：サトノダイヤモンド（牡3歳、栗東・池江泰寿厩舎）
- 最優秀3歳牝馬：シンハライト（牝3歳、栗東・石坂正厩舎）
- 最優秀4歳以上牝馬：マリアライト（牝5歳、美浦・久保田貴士厩舎）
- 最優秀短距離馬：ミッキーアイル（牡5歳、栗東・音無秀孝厩舎）
- 最優秀ダートホース：サウンドトゥルー（せん6歳、美浦・高木登厩舎）
- 最優秀障害馬：オジュウチョウサン（牡5歳、美浦・和田正一郎厩舎）
- 特別賞：モーリス（牡5歳、美浦・堀宣行厩舎）

調教師・騎手部門
- 最多勝利調教師：矢作芳人（栗東）
- 最高勝率調教師・最多賞金獲得調教師・優秀技術調教師：堀宣行（美浦）
- MVJ・最多勝利騎手：戸崎圭太（美浦）
- 最高勝率騎手・最多賞金獲得騎手：クリストフ・ルメール（栗東）
- 最多勝利障害騎手[注 6]：石神深一（美浦）
- 最多勝利新人騎手[注 7]：木幡巧也（美浦）
- 特別賞：熊沢重文（栗東）
- 新人騎手特別賞[407]：該当者なし
- 特別模範騎手[407]：戸崎圭太（美浦）、川田将雅（栗東）
- ベストフェアプレー賞[407]：戸崎圭太（美浦）

JRA賞馬事文化賞
- 受賞作：『さっ太の黒い子馬』
- 受賞者：小俣麦穂（著）、ささめやゆき（絵）

### NARグランプリ2016
2017年1月11日発表。
表彰馬部門
- 年度代表馬・4歳以上最優秀牡馬・最優秀短距離馬：ソルテ（牡6歳、大井・寺田新太郎厩舎）
- 2歳最優秀牡馬：ローズジュレップ（牡2歳、北海道・田中淳司厩舎）
- 2歳最優秀牝馬：ピンクドッグウッド（牝2歳、愛知・川西毅厩舎）
- 3歳最優秀牡馬：カツゲキキトキト（牡3歳、愛知・錦見勇夫厩舎）
- 3歳最優秀牝馬：ミスミランダー（牝3歳、船橋・佐藤賢二厩舎）
- 4歳以上最優秀牝馬：トーコーヴィーナス（牝4歳、兵庫・吉行龍穂厩舎）
- ばんえい最優秀馬：フジダイビクトリー（牡8歳、金山明彦厩舎）
- 最優秀ターフ馬：トラスト（牡2歳、川崎・河津裕昭厩舎）
- ダートグレード競走特別賞馬：コパノリッキー（牡6歳、JRA栗東・村山明厩舎）
- 特別賞：メイセイオペラ、イナリワン（いずれも元競走馬）

表彰者部門
- 最優秀勝利回数調教師賞：雑賀正光（高知） ※その後2017年1月26日に雑賀による調教師課程受講者選定にかかる学力審査での不適切行為が発覚したため受賞が剥奪された[409]。
- 最優秀賞金収得調教師賞：小久保智（浦和）
- 最優秀勝率調教師賞：川西毅（愛知）
- 殊勲調教師賞：該当者なし
- 最優秀勝利回数騎手賞・最優秀賞金収得騎手賞：森泰斗（船橋）
- 最優秀勝率騎手賞・ベストフェアプレイ賞：山口勲（佐賀）
- 殊勲騎手賞：永森大智（高知）
- 優秀新人騎手賞：加藤聡一（愛知）
- 優秀女性騎手賞：木之前葵（愛知）
- 特別賞：赤岡修次（高知）、宮下瞳（愛知）、武豊（JRA栗東）

### その他、競馬関係者に対する表彰
- 第49回日本プロスポーツ大賞（2016年12月20日発表）
  - 功労賞：戸崎圭太（JRA美浦）[410]、田中学（兵庫）[411]
  - 新人賞：木幡巧也（JRA美浦）[410]、加藤聡一（愛知）[411]
  - スポーツ功労者 文部科学大臣顕彰：橋口弘次郞（元JRA調教師）[410]

## 新規免許取得者
騎手・調教師のみ記載。
地方競馬・外国からJRAへ移籍した者、引退（または失効・免許返上）後に再取得した者は除く。
地方競馬は年度単位（4月 - 翌年3月）となっているが、免許日を基準に記載する。
記載は氏名（所属地、免許日）の順。

### 騎手
- 木幡巧也（JRA美浦、3月1日）[412]
- 菊沢一樹（JRA美浦、3月1日）[413]
- 藤田菜七子（JRA美浦、3月1日）[59]
- 荻野極（JRA栗東、3月1日）[414]
- 坂井瑠星（JRA栗東、3月1日）[415]
- 森裕太朗（JRA栗東、3月1日）[416]
- 木村直輝（岩手、4月1日）[417]
- 鈴木祐（岩手、4月1日）[417]
- 保園翔也（浦和、4月1日）[417]
- 岡村健司（船橋、4月1日）[417]
- 中越琉世（川崎、4月1日）[417]
- 加藤聡一（愛知、4月1日）[417]
- 塚本雄大（高知、4月1日）[417]
- 田村直也（兵庫、8月1日）[250]

### 調教師
- 青木孝文（JRA美浦、3月1日）[418]
- 杉山晴紀（JRA栗東、3月1日）[418]
- 寺島良（JRA栗東、3月1日）[418]
- 福田真広（大井、4月1日）[417]
- 高野毅（大井、4月1日）[417]
- 池田忠好（佐賀、4月1日）[417]
- 花本正三（笠松、8月1日）[250]
- 湯前良人（笠松、8月1日）[250]
- 安部幸夫（愛知、8月1日）[250]
- 西山裕貴（高知、8月1日）[250]
- 伊藤和忍（岩手、12月1日）[419]

## 通算勝利数の記録
地方競馬 は「地方通算」のものと「中央・地方通算」があるが、それぞれ出典に拠った。
同一人物が複数の記録を達成した場合は原則として最後に記録したものを記載するが、地方競馬から中央競馬へ移籍した騎手でそれぞれ記載可能な記録が発生した場合はこの限りでない。
記載は氏名（達成地、達成日）の順。

### 騎手
初勝利
シェーン・フォーリー（JRA京都、1月9日） ※JRA初勝利
ルイス・コントレラス（JRA中山、1月11日） ※JRA初勝利
ファブリス・ヴェロン（JRA中京、1月16日） ※JRA初勝利
フェデリコ・ボッサ（川崎、3月3日） ※地方競馬初勝利
木幡巧也（JRA中山、3月27日）
坂井瑠星（JRA阪神、4月2日）
荻野極（JRA阪神、4月10日）
藤田菜七子（JRA福島、4月10日）
森裕太朗（JRA福島、4月16日）
鈴木祐（水沢、4月16日） ※初騎乗で達成
加藤聡一（名古屋、4月19日） ※初騎乗で達成
保園翔也（船橋、5月2日）
菊沢一樹（JRA東京、5月7日）
岡村健司（川崎、5月12日）
マーク・デュプレシス（JRA京都、5月29日） ※JRA初勝利
塚本雄大（高知、6月4日）
カリス・ティータン（JRA札幌、7月30日） ※JRA初勝利
永森大智（JRA札幌、8月28日） ※高知所属。JRA初勝利
中越琉世（高知、10月29日）
田村直也（園田、11月2日）
ヴァンサン・シュミノー（JRA中山、12月4日） ※JRA初勝利
100勝
ダリオ・バルジュー（JRA小倉、3月6日）
石神深一（JRA中京、3月13日）
中島龍也（金沢、4月10日）
山下雅之（笠松、5月9日）
田中健（JRA小倉、7月31日）
井上幹太（門別、8月4日）
森島貴之（笠松、9月9日）
村上弘樹（名古屋、11月16日）
200勝
中野省吾（川崎、1月4日）
西田雄一郎（JRA小倉、3月6日）
植野貴也（JRA福島、4月9日）
石川倭（門別、8月10日）
菱田裕二（JRA札幌、8月13日）
林幻（船橋、10月1日）
菅原辰徳（水沢、11月26日）
丸山真一（名古屋、12月1日）
300勝
津村明秀（JRA中山、3月26日）
沖静男（金沢、5月1日）
田知弘久（金沢、5月3日）
本田正重（川崎、5月25日）
中野省吾（船橋、7月21日）
阿部龍（門別、9月20日）
川須栄彦（JRA福島、11月13日）
400勝
山田祥雄（名古屋、1月1日）
松田大作（JRA京都、5月15日）
阪野学（門別、6月22日）
藤岡康太（JRA中京、12月10日）
松山弘平（JRA阪神、12月18日）
500勝
戸崎圭太（JRA中山、2月28日）
松井伸也（門別、4月27日）
太宰啓介（JRA京都、4月30日）
和田譲治（大井、5月18日）
陶文峰（盛岡、6月11日）
青柳正義（金沢、7月31日）
高橋悠里（盛岡、9月18日）
クリストフ・ルメール（JRA東京、10月29日）
宮下康一（園田、12月30日）
600勝
藤岡佑介（JRA中山、4月10日）
小山信行（名古屋、6月22日）
別府真衣（高知、7月9日） ※女性騎手史上最速で達成
藤原幹生（笠松、7月29日）
岩橋勇二（門別、8月3日）
戸崎圭太（JRA新潟、9月4日）
田辺裕信（JRA中山、10月1日）
ミルコ・デムーロ（JRA阪神、12月10日）
藤江渉（浦和、12月22日）
700勝
町田直希（川崎、1月2日）
松岡正海（JRA中山、1月10日）
上田将司（高知、3月13日）
吉井友彦（笠松、9月29日）
本橋孝太（船橋、11月8日）
800勝
勝浦正樹（JRA福島、4月17日）
畑中信司（金沢、4月24日）
今井貴大（名古屋、7月7日）
浜中俊（JRA小倉、8月7日）
桑村真明（門別、9月22日）
900勝
池田敏樹（笠松、4月1日）
齋藤雄一（盛岡、7月18日）
高松亮（盛岡、11月5日）
藤田弘治（金沢、12月18日）
山本政聡（水沢、12月31日）
1000勝
吉村智洋（園田、4月12日）
和田竜二（JRA京都、5月8日）
熊沢重文（JRA京都、5月29日） ※平地・障害通算
山崎誠士（浦和、8月11日）
川田将雅（JRA阪神、9月11日）
内田博幸（JRA東京、10月8日）
西謙一（ばんえい帯広、10月30日） ※ばんえい競馬史上最短で達成
池添謙一（JRA阪神、12月4日）
1100勝
佐藤友則（名古屋、7月6日）
山本聡哉（盛岡、10月31日）
1200勝
幸英明（JRA京都、11月5日）
平瀬城久（金沢、11月27日）
1300勝
大畑雅章（名古屋、5月6日）
1400勝
丹羽克輝（名古屋、9月19日）
1500勝
四位洋文（JRA京都、2月13日）
阿部英俊（水沢、4月24日）
服部茂史（門別、10月27日）
1700勝
田中勝春（JRA福島、4月10日）
1800勝
井上俊彦（門別、10月19日）
1900勝
福永祐一（JRA新潟、8月27日）
宮崎光行（門別、10月12日）
2000勝
鈴木恵介（ばんえい帯広、1月25日） ※ばんえい競馬史上最短で達成
宇都英樹（名古屋、6月10日）
吉田順治（佐賀、6月26日）
下原理（園田、9月8日）
五十嵐冬樹（門別、10月12日）
2100勝
丸野勝虎（笠松、9月9日）
2200勝
柴田善臣（JRA中山、3月12日）
2300勝
村上忍（盛岡、5月23日）
2400勝
蛯名正義（JRA東京、2月7日）
2500勝
中西達也（高知、4月24日）
東川公則（笠松、8月12日）
戸部尚実（名古屋、9月21日）
2600勝
横山典弘（JRA東京、2月21日）
2800勝
村上忍（水沢、11月20日）
3100勝
赤岡修次（高知、10月29日）
岡部誠（名古屋、11月4日）
3200勝
向山牧（笠松、7月15日）
3300勝
木村健（園田、1月26日）
3500勝
内田利雄（船橋、11月11日）
3800勝
武豊（JRA京都、1月31日）
5000勝
川原正一（園田、4月26日）
6900勝
的場文男（大井、8月1日）

### 調教師
初勝利
橋口慎介（JRA阪神、3月5日）
齋藤崇史（JRA中京、3月19日）
橘友和（水沢、3月19日）
渡辺薫彦（JRA中京、3月21日）
北野真弘（園田、3月23日）
池田忠好（佐賀、5月21日）
田中正人（大井、6月28日）
川島雅人（門別、6月30日）
安部幸夫（名古屋、8月30日）
湯前良人（笠松、9月9日）
村田順一（川崎、9月13日）
寺島良（JRA阪神、10月2日）
杉山晴紀（JRA新潟、10月29日）
伊藤和忍（水沢、12月24日） ※初出走で達成
100勝
角田晃一（JRA阪神、3月13日）
的場直之（大井、3月18日）
高橋義忠（JRA阪神、3月20日）
伊藤滋規（船橋、4月15日）
安田武広（門別、5月4日）
伊藤大士（JRA札幌、8月7日）
木村哲也（JRA札幌、8月14日）
菊沢隆徳（JRA新潟、8月28日）
鈴木孝志（JRA中京、12月17日）
200勝
奥平雅士（JRA中山、1月23日）
倉地学（名古屋、2月18日）
千葉幸喜（水沢、4月11日）
柘榴浩樹（浦和、4月27日）
佐々木清明（船橋、5月4日）
本田優（JRA京都、5月21日）
山本学（船橋、8月9日）
伊藤伸一（中山、9月25日）
成田明（名古屋、10月6日）
岩戸孝樹（JRA新潟、10月29日）
小野望（門別、11月2日）
山田和久（門別、11月3日）
本間光雄（浦和、11月25日）
中野栄治（JRA中山、12月18日）
300勝
藤原辰雄（JRA中山、1月24日）
五十嵐忠男（JRA東京、2月13日）
石井勝男（川崎、5月27日）
河津裕昭（川崎、7月4日）
南井克巳（JRA小倉、9月3日）
川島正一（船橋、9月6日）
佐藤祐司（水沢、9月12日）
佐久間雅貴（門別、9月13日）
谷潔（JRA阪神、12月3日）
400勝
田村康仁（JRA東京、2月20日）
米川昇（門別、5月12日）
板垣吉則（水沢、6月27日）
手塚貴久（JRA福島、7月2日）
畠山信一（水沢、9月5日）
山浦武（船橋、9月6日）
井手上慎一（名古屋、10月21日）
友道康夫（JRA東京、11月6日）
500勝
萩原清（JRA東京、1月31日）
齊藤敏（船橋、3月10日）
加用正（JRA阪神、4月10日）
桧森邦夫（門別、6月28日）
池江泰寿（JRA中京、7月23日） ※JRA現役調教師最速で達成
松本隆宏（門別、9月27日）
松元茂樹（JRA新潟、10月22日）
田口輝彦（笠松、11月10日）
600勝
高月賢一（川崎、1月27日）
藤ヶ崎一人（名古屋、3月18日）
坂口義幸（名古屋、5月17日）
栗田博憲（JRA新潟、5月21日）
林正人（浦和、6月3日）
阪本一栄（大井、7月11日）
晴山厚司（盛岡、8月8日）
佐々木仁（川崎、9月12日）
角居勝彦（JRA京都、11月26日）
700勝
出川克己（船橋、3月11日）
矢野義幸（名古屋、4月19日）
田中淳司（門別、8月25日）
石川栄（水沢、9月4日）
800勝
松田博資（JRA阪神、2月27日）
佐藤賢二（船橋、9月8日）
千葉博次（盛岡、9月25日）
山内研二（JRA新潟、10月15日）
900勝
小久保智（浦和、11月24日）
1000勝
田中道夫（園田、2月23日）
内田勝義（川崎、6月17日）
角川秀樹（門別、9月13日）
槻舘重人（ばんえい帯広、10月30日）
1100勝
菅原右吉（盛岡、5月29日）
1200勝
竹下直人（名古屋、1月18日）
川西毅（名古屋、6月24日）
1300勝
藤沢和雄（JRA東京、4月24日）
平澤芳三（盛岡、5月16日）
村上実（水沢、12月25日）
1400勝
佐々木由則（水沢、6月27日）
2000勝
川嶋弘吉（笠松、11月7日）
2300勝
藤ヶ崎一男（名古屋、9月22日）
2800勝
角田輝也（名古屋、9月19日）

## 誕生
この年に生まれた競走馬は2019年のクラシック世代となる。

### 競走馬
- 1月22日 - ブラヴァス[637]、ヒシイグアス[638]
- 1月24日 - ロジャーバローズ[639]、グランアレグリア[640]
- 1月28日 - リオンリオン[641]
- 1月29日 - シェーングランツ[642]、ユニコーンライオン[643]
- 1月30日 - ダノンファンタジー[644]
- 2月1日 - ワールドプレミア[645]
- 2月2日 - テオレーマ[646]
- 2月4日 - マルシュロレーヌ[647]
- 2月6日 - ダノンチェイサー[648]
- 2月9日 - ノーヴァレンダ[649]、カテドラル[650]
- 2月10日 - ハヤヤッコ[651]、クリソベリル[652]
- 2月11日 - ケイデンスコール[653]、ショウリュウイクゾ[654]
- 2月12日 - シゲルピンクダイヤ[655]、ザダル[656]
- 2月14日 - ディアンドル[657]
- 2月18日 - イグナシオドーロ[658]
- 2月20日 - ヴァンドギャルド[659]
- 2月21日 - マスターフェンサー[660]
- 2月24日 - クラージュゲリエ[661]
- 2月25日 - フェアリーポルカ
- 2月26日 - アスターペガサス[662]
- 2月29日 - シャドウディーヴァ[663]
- 3月4日 - ヴェロックス[664]、ロードマイウェイ[665]
- 3月6日 - クロノジェネシス[666]
- 3月10日 - メイショウテンゲン[667]
- 3月11日 - ラストドラフト[668]
- 3月14日 - プールヴィル[669]
- 3月16日 - アドマイヤマーズ[670]
- 3月17日 - クリノガウディー[671]、アンドラステ[672]
- 3月18日 - ジャスティン[673]、ハッピーアワー[674]
- 3月19日 - デルマルーヴル[675]、アドマイヤジャスタ[676]
- 3月20日 - サマーセント
- 3月21日 - サートゥルナーリア[677]、イベリス[678]、パッシングスルー[679]
- 3月22日 - ヒカリオーソ[680]
- 3月24日 - ランブリングアレー[681]
- 3月25日 - ダノンキングリー[682]、レッドルゼル[683]
- 3月26日 - ラヴズオンリーユー[684]、キングオブコージ[685]
- 3月27日 - ウィクトーリア[686]
- 3月29日 - カジノフォンテン[687]
- 3月30日 - ゲンパチルシファー[688]、ラインカリーナ[689]
- 3月31日 - ミューチャリー[690]、ランスオブプラーナ[691]
- 4月1日 - ヴァルディゼール[692]、コントラチェック[693]
- 4月2日 - ノーワン[694]、デュープロセス[695]
- 4月3日 - フィリアプーラ[696]、ワイドファラオ[697]
- 4月4日 - ボッケリーニ[698]、ケイアイパープル[699]、ヒンドゥタイムズ[700]
- 4月5日 - レッドジェニアル[701]、ナランフレグ[702]
- 4月6日 - トゥルボー[703]
- 4月7日 - モズベッロ[704]
- 4月9日 - エメラルファイト[705]、ダイシンクローバー[706]
- 4月11日 - ロードブレス[707]
- 4月12日 - リンゾウチャネル[708]
- 4月14日 - エイティーンガール[709]
- 4月15日 - ホッコーメヴィウス[710]
- 4月18日 - ニシノデイジー[711]
- 4月19日 - ラプタス[712]
- 4月22日 - ファンタジスト[713]、マドラスチェック[714]
- 4月23日 - ブレイキングドーン[715]、カレンブーケドール[716]、ショウナンバルディ[717]
- 4月26日 - マーニ[718]
- 4月30日 - トーラスジェミニ[719]
- 5月6日 - レッドアネモス[720]
- 5月8日 - オーヴェルニュ[721]
- 5月9日 - ファストフォース[722]、ナムラカメタロー[723]
- 5月17日 - ダンシングプリンス[724]
- 5月18日 - アークヴィグラス[725]
- 5月27日 - カラテ[726]
- 5月28日 - ジェミニキング[727]
- 5月29日 - オセアグレイト[728]

## 死亡

### 競走馬・繁殖馬・功労馬
- 1月20日（死亡公表） - キングマンボ[729]
- 1月25日 - アワパラゴン[730]
- 2月2日 - ブリリアントロード[731]
- 2月7日 - イナリワン[732]
- 2月23日 - ティンバーカントリー[733]
- 3月17日 - メジロライアン[734][735]
- 4月6日 - サスガ[736]
- 4月7日 - エルウェーウィン[737][738]
- 4月13日 - フジヤマケンザン[739]
- 4月15日 - ショウチシマシタ[736]
- 4月20日 - オペラハウス[740]
- 4月30日 - スマートボーイ[741]
- 5月2日 - ブルーコンコルド[742]
- 5月11日（死亡公表） - レッドアルヴィス[743]
- 5月20日 - レッドディザイア[744]
- 5月27日 - カネヒキリ[745]
- 5月29日 - メイケイペガスター
- 6月30日 - マーベラスサンデー[746]
- 7月1日
  - ファレノプシス[747]
  - メイセイオペラ[748]
- 7月2日 - キンググローリアス[749]
- 7月22日 - ユキノビジン[750]
- 8月16日 - ニッポーテイオー[751]
- 8月27日 - ウィナーズサークル[752]
- 8月31日 - ユーセイフェアリー[753]
- 9月25日 - マコーリー[754]
- 10月14日
  - リンドシェーバー[755]
  - ダンスパートナー[756]
- 11月30日 - タガノトネール[757]
- 12月1日 - ロジータ[758][759]
- 12月6日 - ナムラビクター[760]
- 12月31日 - スキャン[761]

### 人物
- 1月28日 - 山田一雄（競馬評論家）[762]
- 4月21日 - 櫻田浩三（岩手県競馬組合調教師）[763]
- 6月9日 - 土井睦秋（錦岡牧場オーナー）[764]
- 6月18日 - 居城要（北勝ファーム代表。ゴールドアクターの馬主）[765]
- 7月24日 - 田中章博（日本中央競馬会調教師）[67]
- 8月4日 - 清水成駿（競馬評論家）[766]
- 8月12日 - 武邦彦（元日本中央競馬会騎手・調教師）[767]
- 8月20日 - 石川ワタル（競馬評論家）[768]
- 8月26日 - 和泉信一（日本馬主協会連合会名誉会長、中山馬主協会最高顧問。ナカヤマフェスタの馬主）[769]